# Georg Friedrich Klapp
Johann Georg Friedrich Klapp (* 12. Juli 1772 in Mengeringhausen; † 3. Januar 1844 ebenda) war ein deutscher Lohgerber, Bürgermeister und Politiker.

## Leben
Klapp war der Sohn Bürgermeisters in Mengeringhausen Johann Christian Friedrich Klapp (* 14. März 1736 in Mengeringhausen; † nach 1774 in Pyrmont (erstochen)) und dessen Ehefrau Susanna Eleonore geborene Engelhard (* um 1742; † 24. August 1811 in Mengeringhausen), der Tochter des Kaufmanns und Wollzeugfabrikanten Henricus Engelhard und der Maria Catharina Limpert. Er war evangelisch und heiratete am 6. Dezember 1795 in Wolfhagen Maria Elisabeth Gerhard (* 1762 (?); † 24. September 1800 in Mengeringhausen), die Tochter des Bürgermeisters in Wolfhagen Henrich Gerhard. Nach dem Tod der ersten Ehefrau heiratete er in zweiter Ehe am 12. Juli 1801 in Nieder-Waroldern Clara Elisabeth Graf (* 2. Oktober 1776 in Nieder-Waroldern; † 17. Februar 1840 in Mengeringhausen), die Tochter des Richters in Nieder-Waroldern Henrich Wilhelm Graf und der Henrietta Christiana geborene Zölzer. Die Tochter aus zweiter Ehe, Dorothea Catharina heiratete Wilhelm Suden. Henrich Graf war ein Schwager.
Klapp lebte als Lohgerber in Mengeringhausen. Dort war er (1801) Pfennigmeister und 1822 Stadtsenior. In den Jahren 1829, 1831 bis 1839 und 1841 bis 1844 amtierte er als Bürgermeister der Stadt Mengeringhausen. Als solcher war er vom 2. Januar 1829 bis Ende 1829 und erneut von (Herbst) 1834 bis zum 3. Januar 1844 Mitglied des Landstandes des Fürstentums Waldeck. 1839 wurde er als Schützenkönig genannt.